# 30代最fit。
「30代最fit。」（日语：／ SanjūdaiWaHodohodo */?）為歌手宇多田光在2016年12月9日舉行的音樂直播活動，以慶祝專輯《Fantôme》發行獲得的熱烈迴響。

## 背景
宇多田光2003年1月19日的20歲生日當天舉辦了網絡活動「20代最in!」。該活動在串流媒體處於發展的起步期舉行，連接日本內的影片伺服器，並利用國內外的聊天伺服器，以完成互動性的網絡直播活動，超過100萬次的網路直播點閱率而沒讓伺服器崩潰的技術獲得高度評價，成為獲AMD AWARD讚揚的歷史性活動。2012年，宇多田在暫停音樂活動期間在Twitter上回答歌迷會否再舉行「30代××」般活動的問題，表示：「下次的話...大概是『30代最fit！』（30はほどほど！）...？笑」。
2016年，宇多田在復出樂壇後發行連續四週高據Oricon公信榜冠軍的專輯《Fantôme》。同年11月9日，官方表示慶祝專輯獲得的熱烈迴響而在一個月後的12月9日舉行「30代最fit。」直播活動。饒舌歌手KOHH和DJ兼饒舌歌手PUNPEE作為參與嘉賓的消息在11月18日公開。活動當天深夜零時，官方公開由PUNPEE負責重混的〈光〉（Ray Of Hope MIX）在2017年1月11日發行的消息。活動正式舉行前，荒川静香、白石美帆、奇蹟光等宇多田的名人歌迷均留言支持。

## 嘉賓

### KOHH
與宇多田共同創作兼合唱《Fantôme》的收錄曲〈忘卻〉。活動結束後發表了感想：
「沒有唱錯歌詞實在太好了」

### PUNPEE
以往曾公開表示為宇多田的歌迷，並曾參與2014年的宇多田致敬專輯《宇多田光的歌 -13組音樂家、13種演繹法-》的活動。參與這次直播活動的緣由為以往曾協助宇多田、並擔任這次活動工作人員的DJ YANATAKE介紹。PUNPEE對於獲確認參與活動的當下感覺表示：「就像沒有穿上太空衣便被扔到太空，但『...咦？還在活著？』般的輕飄感」。對於在活動前被邀約與宇多田、DJ YANATAKE、KOHH等人共進午餐，他表示：「實在太可怕了。『我還是自己一個吃好了』」，最終沒能與宇多田談上話。活動結束後，他表示：「作為DJ、第一次有著浮現出雙親臉孔的不思議體驗」。

## 内容
直播活動分為「DJ開場」、「談話環節」與「現場表演」的三部分。宇多田在活動上演唱了《Fantôme》的收錄曲〈忘卻〉和〈人魚〉。歌曲的選唱理由為宇多田當時從未現場演唱過它們，並認為這兩首歌曲均「真正展現出創作者的根源」。她亦負責從〈忘卻〉連接至〈人魚〉的編曲。活動結束後，宇多田表示：「剛開始只是隨意地構想，但其後漸漸變為龐大的企劃，對於這麼多人參與進來感到很驚訝。但托大家的福能夠順利完成節目實在太好了」。

### 編排
- 20:30～21:00
PUNPEE的DJ打碟環節[10]。

- 21:00～　
宇多田光戴上粗框眼鏡，並穿上印著「30代最fit。」的白色衣服登場。她亦抽選回答在Twitter以「#30代最fit」標籤提出的問題[10]。

- 21:30～
宇多田更換衣服並摘下眼鏡，坐在鋼琴前。在KOHH登場後，二人現場合唱〈忘卻〉[10]。

- 21:34～
在〈忘卻〉的尾聲部分，參加錄製的朝川朋之（日语：朝川朋之）開始演奏豎琴，以無縫過渡至〈人魚〉。宇多田則站在麥高風架前開始演唱[10]。

- 現場表演後
PUNPEE播放〈Automatic〉，而KOHH的事務所則驚喜送上慶祝宇多田出道18週年的蛋糕。宇多田其後對復出樂壇一事向歌迷道謝。活動最後在響起PUNPEE重混的〈光〉（Ray Of Hope MIX）而結束[10]。

## 觀賞方式
| 頻道     | 對應器材                          | 觀賞方式                 | 觀賞區域 | 備註                                           |
| -------- | --------------------------------- | ------------------------ | -------- | ---------------------------------------------- |
| 3DVR     | 智能手機（iOS／Android）          | GYAO!應用程式            | 僅限日本 | 必須事前申請                                   |
| 2D多角度 | 個人電腦 智能手機（iOS／Android） | GYAO!應用程式 電腦瀏覽器 | 僅限日本 | 分為多個鏡頭拍攝的影像，供以喜歡的鏡頭影像觀賞 |
| 2D通常版 | 個人電腦 智能手機（iOS／Android） | 電腦瀏覽器               | 全世界   | 僅以固定鏡頭收看 能夠觀賞PUNPEE的DJ開場環節    |

## 備註
1. ↑  20:30起為DJPUNPEE打碟的開場環節

## 資料來源
1. 1 2  . .   [2022-01-19]. （原始内容存档于2023-07-30） （日语）.
2. ↑  . 於Twitter. 2012-06-26 [2022-02-06] （日語）.
3. ↑  . 音楽ナタリー. 2016-11-09  [2020-11-04]. （原始内容存档于2023-07-30） （日语）.
4. 1 2 3  . 音楽ナタリー. 2016-11-18  [2020-11-04]. （原始内容存档于2023-07-30） （日语）.
5. ↑  . barks. 2016-12-09  [2020-11-04]. （原始内容存档于2023-07-30） （日语）.
6. ↑  . OK Music. 2016-12-09  [2022-01-19]. （原始内容存档于2023-07-30） （日语）.
7. 1 2 3 4  . OKmusic. 2016-12-10  [2020-11-04]. （原始内容存档于2023-07-30） （日语）.
8. ↑  . GIZMODO. 2016-12-08  [2020-11-04]. （原始内容存档于2023-07-30） （日语）.
9. ↑  . miyearnZZ Labo. 2018-06-30  [2020-11-04]. （原始内容存档于2023-07-30） （日语）.
10. 1 2 3 4 5  . rockin'on.com. 2016-12-18  [2020-11-04]. （原始内容存档于2021-01-07） （日语）.

## 外部連結
- 官方網站 （页面存档备份，存于）（日語）
- 剪輯影像 （页面存档备份，存于）（日語）